# Mutafukaz

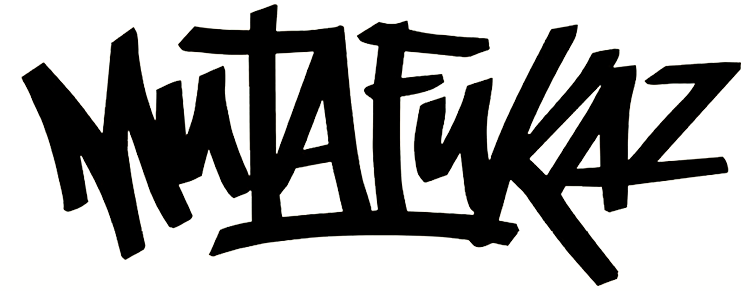
Mutafukaz Logo

Mutafukaz ist der ein Zeichentrickfilm aus dem Jahr 2017, der auf dem gleichnamigen Comic basiert.

## Inhalt
Angelino lebt in der berüchtigten Stadt Dark Meat City. Dort arbeitet er als Pizzabote und lebt zusammen mit seinen Freunden Vinz und Willy. Durch einen Unfall mit seinem Roller begegnet er einem geheimnisvollen Mädchen namens Luna. Dieses Ereignis verändert Angelinos Leben komplett, da er von mexikanischen Wrestlern und Männern in Schwarz verfolgt wird. Außerdem planen Außerirdische eine Invasion.

## Synchronisation
| Figur            | Synchronsprecher (Original) | Deutscher Synchronsprecher |
| ---------------- | --------------------------- | -------------------------- |
| Angelino         | Orelsan                     | Kim Hasper                 |
| Vinz             | Gringe                      | Gerrit Schmidt-Foß         |
| Luna             | Kelly Marot                 | Giuliana Jakobeit          |
| Angelinos Mutter | Pauline Moingeon Vallès     | Christin Marquitan         |
| Angelinos Vater  | François Berland            | Oliver Siebeck             |
| Mister K         | Féodor Atkine               | K.Dieter Klebsch           |
| Willy            | Rédouanne Harjane           | David Turba                |

## Veröffentlichung
Der Film hatte seine Premiere am 13. Juni 2017 beim Festival d’Animation Annecy. Der Film wurde am 23. Mai 2018 in Frankreich veröffentlicht. In Japan kam der Film am 12. Oktober 2018 raus. Am 25. Oktober 2018 kam der Film in die deutschen Kinos.

## Rezeption
- Lexikon des internationalen Films: „Der aberwitzige Animationsfilm basiert auf einem französischen Comic, orientiert sich in der Gestaltung aber auch an Anime-Vorbildern und spielt in einem dystopischen Kalifornien. In einer wilden Mischung verbindet er höchst unterhaltsam populäre Versatzstücke und beeindruckt vor allem durch seine atemberaubende Trickgestaltung.“[7]

Auf Rotten Tomatoes hat der Film eine Bewertung von 39 % und eine Punktzahl von 4,90/10.